# Liste der Kulturgüter in Hofstetten-Flüh
Die Liste der Kulturgüter in Hofstetten-Flüh enthält alle Objekte in der Gemeinde Hofstetten-Flüh im Kanton Solothurn, die gemäss der Haager Konvention zum Schutz von Kulturgut bei bewaffneten Konflikten, dem Bundesgesetz vom 20. Juni 2014 über den Schutz der Kulturgüter bei bewaffneten Konflikten sowie der Verordnung vom 29. Oktober 2014 über den Schutz der Kulturgüter bei bewaffneten Konflikten unter Schutz stehen.
Objekte der Kategorie A sind im Gemeindegebiet nicht ausgewiesen, Objekte der Kategorie B sind vollständig in der Liste enthalten, Objekte der Kategorie C fehlen zurzeit (Stand: 1. Januar 2023).

## Kulturgüter
| Foto | | Objekt                                                                  | Kat. | Typ | Standort                                         | Beschreibung |
| ---- | -------------------------------------------------------------------------------------------------- | ----------------------------------------------------------------------- | ---- | --- | ------------------------------------------------ | ------------ |
| BW   | Datei hochladen · Wikidata zu Hofstetter Köpfli, eisenzeitliche Höhensiedlung mit Wall (Q29880872) | Hofstetter Köpfli, eisenzeitliche Höhensiedlung mit Wall KGS-Nr.: 04568 | A    | F   | 605100 / 259119                                  |              |
| ja   | Datei hochladen · Wikidata zu Ruine Sternenberg (Q2175444)                                         | Burgruine Sternenberg KGS-Nr.: 04565                                    | B    | F/G | 605000 / 258648                                  |              |
| ja   | Datei hochladen · Wikidata zu St. Johanneskapelle (Q29880880)                                      | St. Johanneskapelle KGS-Nr.: 04567                                      | B    | G   | Hofstetten, Mariasteinstrasse 18 605710 / 258241 |              |
| ja   | Datei hochladen · Wikidata zu Ehemaliges Meierhaus (Q29880869)                                     | Ehemaliges Meierhaus KGS-Nr.: 11158                                     | B    | G   | Hofstetten, Flühstrasse 2 605785 / 258340        |              |
| ja   | Datei hochladen · Wikidata zu Flühmühle (Q29880870)                                                | Flühmühle KGS-Nr.: 11159                                                | B    | G   | Flüh, Mühleweg 10 604716 / 258982                |              |
| ja   | Datei hochladen · Wikidata zu Roter Ochsen (Q29880878)                                             | Roter Ochsen KGS-Nr.: 13540                                             | B    | G   | Flüh, Steinrain 15 604454 / 259589               |              |
| ja   | Datei hochladen · Wikidata zu Pfarrkirche St. Nikolaus (Q29880874)                                 | Pfarrkirche St. Nikolaus KGS-Nr.: 13578                                 | B    | G   | Hofstetten, Flühstrasse 38 605547 / 258504       |              |